# 基洛夫格勒州
基洛沃格勒州，又译为基洛夫格勒州，或基洛沃赫拉德州（羅馬化：Kirovohradska oblast），是烏克蘭的一個州，位於該國地理中心。面積24,588平方公里，人口数量为920,128人（2021年估计）。州府克羅皮夫尼茨基（1934年至2016年称基洛夫格勒）。
2019年，作為去共产主义化政策的一部分，烏克蘭憲法法院同意將州名改成克羅皮夫尼茨基州（羅馬化：Kropyvnytska oblast），但實際上至今仍未改名。

## 行政区划
2020年7月18日乌克兰行政区划改革后，基洛夫格勒州划分为4个区，每个区再划分为若干市镇。四个区为：
- 霍洛瓦尼夫斯克区
- 克罗皮夫尼茨基区
- 新烏克蘭卡區
- 亞歷山德里亞區

2020年7月前，基洛夫格勒州划分为21个区和4个州辖市。

## 外部連結
- Кіровоградська область ─ 基洛夫格勒州（页面存档备份，存于）